# Médula renal
La médula renal es la parte más interna del riñón en la cual se produce la orina. Contiene millones de nefronas, que se componen de las pirámides renales. En comparación con el fluido que pasa por los túbulos renales, la médula renal tiene una concentración hipertónica, lo que permite la reabsorción de agua.

## Estructura
El corpúsculo renal está compuesto por dos estructuras:
- Glomérulo renal: cuando las arterias renales entran a los riñones, se subdividen cada vez más para formar arteriolas, que entran en las nefronas denominándose arteriolas aferentes. Estas arteriolas se doblan muchas veces sobre sí mismas, formando un ovillo cada una; la arteria sale de allí denominándose arteriola eferente, todo eso es llamado glomérulo renal.
- Cápsula de Bowman: es una cubierta que se encuentra rodeando al glomérulo renal, y que consta de una doble capa de células.

El filtrado glomerular sale de la cápsula de Bowman y entra en el sistema de túbulos renales, los cuales se dividen en:
- Túbulo contorneado proximal: es el más cercano al glomérulo.
- Asa de Henle: parte en horquilla que se encuentra entre el túbulo contorneado proximal y el distal.
- Túbulo contorneado distal: es el más lejano al glomérulo, conecta con los conductos colectores.
- Túbulo colector: es la parte final de la nefrona.